# Don Alvarado
Don Alvarado (ur. 4 listopada 1900, zm. 31 marca 1967) – amerykański aktor filmowy.

## Filmografia
- 1924: Mademoiselle Midnight
- 1927: Miłostki Carmen jako Jose
- 1929: Mosty San Luis Rey jako Manuel
- 1932: Dama z przeszłością jako Argentyńczyk
- 1937: Dama ucieka jako Antonio
- 1958: Stary człowiek i morze jako Kelner

## Wyróżnienia
Posiada swoją gwiazdę na Hollywoodzkiej Alei Gwiazd.